# Kosi Thompson
Pour les articles homonymes, voir Thompson.
Kosi Thompson, né le 27 janvier 2003 à Toronto en Ontario, est un joueur canadien de soccer. Il joue au poste d'arrière droit au Toronto FC.

## Biographie

### En club
Né à Toronto en Ontario, Kosi Thompson joue dans l'académie du Vaughan SC avant de rejoindre le Toronto FC. Le 13 mai 2021, Thompson signe son premier contrat professionnel avec le Toronto FC. Il intègre l'équipe réserve du club dans un premier temps.
Le 12 mars 2022, Kosi Thompson fait sa première apparition en équipe première lors d'une rencontre de Major League Soccer comptant pour la saison 2022, contre le Crew de Columbus. Il est titularisé et les deux équipes se neutralisent (1-1). Le 9 avril 2022, Thompson inscrit son premier but en équipe première, lors d'une rencontre de MLS face au Real Salt Lake. Titulaire, il égalise deux minutes après l'ouverture du score des locaux. Les deux équipes se séparent sur un score nul (2-2),.
En manque de temps de jeu en 2023, il est prêté le 29 août 2023 au Lillestrøm SK, en première division norvégienne, jusqu'au terme de la saison.

### En sélection
Convoqué pour participer à un camp d'entraînement avec l'équipe du Canada des moins de 20 ans en avril 2022, Kosi Thompson n'est finalement pas libéré par son club du Toronto FC. Il figure dans une liste provisoire de 60 joueurs pour participer au Championnat de la CONCACAF des moins de 20 ans 2022.